# Saavedrova pozice
|   | a                                                           | b                                                           | c                                                           | d                                                           | e                                                           | f                                                           | g                                                           | h                                                           |   |
| 8 | b6 bílý král · c6 bílý pěšec · d5 černý věž · a1 černý král | b6 bílý král · c6 bílý pěšec · d5 černý věž · a1 černý král | b6 bílý král · c6 bílý pěšec · d5 černý věž · a1 černý král | b6 bílý král · c6 bílý pěšec · d5 černý věž · a1 černý král | b6 bílý král · c6 bílý pěšec · d5 černý věž · a1 černý král | b6 bílý král · c6 bílý pěšec · d5 černý věž · a1 černý král | b6 bílý král · c6 bílý pěšec · d5 černý věž · a1 černý král | b6 bílý král · c6 bílý pěšec · d5 černý věž · a1 černý král | 8 |
| 7 | b6 bílý král · c6 bílý pěšec · d5 černý věž · a1 černý král | b6 bílý král · c6 bílý pěšec · d5 černý věž · a1 černý král | b6 bílý král · c6 bílý pěšec · d5 černý věž · a1 černý král | b6 bílý král · c6 bílý pěšec · d5 černý věž · a1 černý král | b6 bílý král · c6 bílý pěšec · d5 černý věž · a1 černý král | b6 bílý král · c6 bílý pěšec · d5 černý věž · a1 černý král | b6 bílý král · c6 bílý pěšec · d5 černý věž · a1 černý král | b6 bílý král · c6 bílý pěšec · d5 černý věž · a1 černý král | 7 |
| 6 | b6 bílý král · c6 bílý pěšec · d5 černý věž · a1 černý král | b6 bílý král · c6 bílý pěšec · d5 černý věž · a1 černý král | b6 bílý král · c6 bílý pěšec · d5 černý věž · a1 černý král | b6 bílý král · c6 bílý pěšec · d5 černý věž · a1 černý král | b6 bílý král · c6 bílý pěšec · d5 černý věž · a1 černý král | b6 bílý král · c6 bílý pěšec · d5 černý věž · a1 černý král | b6 bílý král · c6 bílý pěšec · d5 černý věž · a1 černý král | b6 bílý král · c6 bílý pěšec · d5 černý věž · a1 černý král | 6 |
| 5 | b6 bílý král · c6 bílý pěšec · d5 černý věž · a1 černý král | b6 bílý král · c6 bílý pěšec · d5 černý věž · a1 černý král | b6 bílý král · c6 bílý pěšec · d5 černý věž · a1 černý král | b6 bílý král · c6 bílý pěšec · d5 černý věž · a1 černý král | b6 bílý král · c6 bílý pěšec · d5 černý věž · a1 černý král | b6 bílý král · c6 bílý pěšec · d5 černý věž · a1 černý král | b6 bílý král · c6 bílý pěšec · d5 černý věž · a1 černý král | b6 bílý král · c6 bílý pěšec · d5 černý věž · a1 černý král | 5 |
| 4 | b6 bílý král · c6 bílý pěšec · d5 černý věž · a1 černý král | b6 bílý král · c6 bílý pěšec · d5 černý věž · a1 černý král | b6 bílý král · c6 bílý pěšec · d5 černý věž · a1 černý král | b6 bílý král · c6 bílý pěšec · d5 černý věž · a1 černý král | b6 bílý král · c6 bílý pěšec · d5 černý věž · a1 černý král | b6 bílý král · c6 bílý pěšec · d5 černý věž · a1 černý král | b6 bílý král · c6 bílý pěšec · d5 černý věž · a1 černý král | b6 bílý král · c6 bílý pěšec · d5 černý věž · a1 černý král | 4 |
| 3 | b6 bílý král · c6 bílý pěšec · d5 černý věž · a1 černý král | b6 bílý král · c6 bílý pěšec · d5 černý věž · a1 černý král | b6 bílý král · c6 bílý pěšec · d5 černý věž · a1 černý král | b6 bílý král · c6 bílý pěšec · d5 černý věž · a1 černý král | b6 bílý král · c6 bílý pěšec · d5 černý věž · a1 černý král | b6 bílý král · c6 bílý pěšec · d5 černý věž · a1 černý král | b6 bílý král · c6 bílý pěšec · d5 černý věž · a1 černý král | b6 bílý král · c6 bílý pěšec · d5 černý věž · a1 černý král | 3 |
| 2 | b6 bílý král · c6 bílý pěšec · d5 černý věž · a1 černý král | b6 bílý král · c6 bílý pěšec · d5 černý věž · a1 černý král | b6 bílý král · c6 bílý pěšec · d5 černý věž · a1 černý král | b6 bílý král · c6 bílý pěšec · d5 černý věž · a1 černý král | b6 bílý král · c6 bílý pěšec · d5 černý věž · a1 černý král | b6 bílý král · c6 bílý pěšec · d5 černý věž · a1 černý král | b6 bílý král · c6 bílý pěšec · d5 černý věž · a1 černý král | b6 bílý král · c6 bílý pěšec · d5 černý věž · a1 černý král | 2 |
| 1 | b6 bílý král · c6 bílý pěšec · d5 černý věž · a1 černý král | b6 bílý král · c6 bílý pěšec · d5 černý věž · a1 černý král | b6 bílý král · c6 bílý pěšec · d5 černý věž · a1 černý král | b6 bílý král · c6 bílý pěšec · d5 černý věž · a1 černý král | b6 bílý král · c6 bílý pěšec · d5 černý věž · a1 černý král | b6 bílý král · c6 bílý pěšec · d5 černý věž · a1 černý král | b6 bílý král · c6 bílý pěšec · d5 černý věž · a1 černý král | b6 bílý král · c6 bílý pěšec · d5 černý věž · a1 černý král | 1 |
|   | a                                                           | b                                                           | c                                                           | d                                                           | e                                                           | f                                                           | g                                                           | h                                                           |   |

Saavedrova pozice je jedna z nejznámějších šachových koncovek. Publikována byla roku 1895 a byla pojmenována po Fernandu Saavedrovi (1849–1922), španělském knězi žijícím v Glasgow, který si jako první všiml, že nemusí vést k remíze, ale lze ji dovést do vítězného konce.
Základní ideou řešení je proměna pěšce ve věž místo obvyklé dámy. Proměna v dámu by totiž umožnila slabší straně partii pomocí oběti věže dovést k patu, a tedy remíze. V případě proměny pěšce ve věž sice je materiál vyrovnaný, každý hráč má krále a věž, ale nevýhodné postavení krále slabší strany, vystaveného hrozbě matu, dostačuje k vítězství. Jde o jeden z nejslavnějších případů tzv. minoritní proměny, tj. proměny pěšce v jinou figuru než dámu, a jeden ze vzácných případů, kdy se hráč proslavil díky jedinému tahu. Saavedrova myšlenka inspirovala tvorbu mnoha skladatelů šachových úloh, známá je například Liburkinova studie z roku 1931, která ve svých řešeních kromě proměny pěšce ve věž obsahuje i proměnu ve střelce.

## Rozbor
Na prvním diagramu je pozice zobrazená v podobě, jak ji obvykle šachová literatura uvádí dnes, kdy bílý na tahu vyhraje. Řešení je 1. c7 Vd6+ 2. Kb5 (po 2. Kc5? by následovalo 2. ... Vd1, s dalším 3. ... Vc1 a remíza by již byla nevyhnutelná) Vd5+ 3. Kb4 Vd4+ 4. Kb3 Vd3+ 5. Kc2! Vd4! 6. c8V! (hrozí mat 7. Va8#; kdyby bílý zahrál 6. c8D?, hra by pokračovala 6. ... Vc4+! 7. Dxc4 pat) 6. ... Va4 7. Kb3, a černý buď ztratí věž nebo ho bílý matuje 8. Vc1#.
Černý může ovšem odolávat ještě mnohem déle, pokud zvolí přechod do koncovky věže proti dámě. Kdyby zahrál 3. ... Kb2, bílý jednoduše odpoví 4. c8D – promění pěšce v nejsilnější figuru. Počítačem generované databáze koncovek potvrzují, že pak může bílý partii při správné hře dovést k matu nejdéle ve 26 tazích. Avšak podle antropocentrických konvencí šachových studií se tahy, které vedou k pozicím, jež lidští hráči považují za jasně teoreticky prohrané, chápou jen jako vedlejší varianty, i kdyby se v nich slabší strana mohla bránit déle.

## Historie
|   | a | b | c | d | e | f | g | h |   |
| 8 | h8 bílý věž · b6 bílý pěšec · d6 bílý král · a5 bílý pěšec · b5 černý věž · g4 černý král · h3 černý pěšec | h8 bílý věž · b6 bílý pěšec · d6 bílý král · a5 bílý pěšec · b5 černý věž · g4 černý král · h3 černý pěšec | h8 bílý věž · b6 bílý pěšec · d6 bílý král · a5 bílý pěšec · b5 černý věž · g4 černý král · h3 černý pěšec | h8 bílý věž · b6 bílý pěšec · d6 bílý král · a5 bílý pěšec · b5 černý věž · g4 černý král · h3 černý pěšec | h8 bílý věž · b6 bílý pěšec · d6 bílý král · a5 bílý pěšec · b5 černý věž · g4 černý král · h3 černý pěšec | h8 bílý věž · b6 bílý pěšec · d6 bílý král · a5 bílý pěšec · b5 černý věž · g4 černý král · h3 černý pěšec | h8 bílý věž · b6 bílý pěšec · d6 bílý král · a5 bílý pěšec · b5 černý věž · g4 černý král · h3 černý pěšec | h8 bílý věž · b6 bílý pěšec · d6 bílý král · a5 bílý pěšec · b5 černý věž · g4 černý král · h3 černý pěšec | 8 |
| 7 | h8 bílý věž · b6 bílý pěšec · d6 bílý král · a5 bílý pěšec · b5 černý věž · g4 černý král · h3 černý pěšec | h8 bílý věž · b6 bílý pěšec · d6 bílý král · a5 bílý pěšec · b5 černý věž · g4 černý král · h3 černý pěšec | h8 bílý věž · b6 bílý pěšec · d6 bílý král · a5 bílý pěšec · b5 černý věž · g4 černý král · h3 černý pěšec | h8 bílý věž · b6 bílý pěšec · d6 bílý král · a5 bílý pěšec · b5 černý věž · g4 černý král · h3 černý pěšec | h8 bílý věž · b6 bílý pěšec · d6 bílý král · a5 bílý pěšec · b5 černý věž · g4 černý král · h3 černý pěšec | h8 bílý věž · b6 bílý pěšec · d6 bílý král · a5 bílý pěšec · b5 černý věž · g4 černý král · h3 černý pěšec | h8 bílý věž · b6 bílý pěšec · d6 bílý král · a5 bílý pěšec · b5 černý věž · g4 černý král · h3 černý pěšec | h8 bílý věž · b6 bílý pěšec · d6 bílý král · a5 bílý pěšec · b5 černý věž · g4 černý král · h3 černý pěšec | 7 |
| 6 | h8 bílý věž · b6 bílý pěšec · d6 bílý král · a5 bílý pěšec · b5 černý věž · g4 černý král · h3 černý pěšec | h8 bílý věž · b6 bílý pěšec · d6 bílý král · a5 bílý pěšec · b5 černý věž · g4 černý král · h3 černý pěšec | h8 bílý věž · b6 bílý pěšec · d6 bílý král · a5 bílý pěšec · b5 černý věž · g4 černý král · h3 černý pěšec | h8 bílý věž · b6 bílý pěšec · d6 bílý král · a5 bílý pěšec · b5 černý věž · g4 černý král · h3 černý pěšec | h8 bílý věž · b6 bílý pěšec · d6 bílý král · a5 bílý pěšec · b5 černý věž · g4 černý král · h3 černý pěšec | h8 bílý věž · b6 bílý pěšec · d6 bílý král · a5 bílý pěšec · b5 černý věž · g4 černý král · h3 černý pěšec | h8 bílý věž · b6 bílý pěšec · d6 bílý král · a5 bílý pěšec · b5 černý věž · g4 černý král · h3 černý pěšec | h8 bílý věž · b6 bílý pěšec · d6 bílý král · a5 bílý pěšec · b5 černý věž · g4 černý král · h3 černý pěšec | 6 |
| 5 | h8 bílý věž · b6 bílý pěšec · d6 bílý král · a5 bílý pěšec · b5 černý věž · g4 černý král · h3 černý pěšec | h8 bílý věž · b6 bílý pěšec · d6 bílý král · a5 bílý pěšec · b5 černý věž · g4 černý král · h3 černý pěšec | h8 bílý věž · b6 bílý pěšec · d6 bílý král · a5 bílý pěšec · b5 černý věž · g4 černý král · h3 černý pěšec | h8 bílý věž · b6 bílý pěšec · d6 bílý král · a5 bílý pěšec · b5 černý věž · g4 černý král · h3 černý pěšec | h8 bílý věž · b6 bílý pěšec · d6 bílý král · a5 bílý pěšec · b5 černý věž · g4 černý král · h3 černý pěšec | h8 bílý věž · b6 bílý pěšec · d6 bílý král · a5 bílý pěšec · b5 černý věž · g4 černý král · h3 černý pěšec | h8 bílý věž · b6 bílý pěšec · d6 bílý král · a5 bílý pěšec · b5 černý věž · g4 černý král · h3 černý pěšec | h8 bílý věž · b6 bílý pěšec · d6 bílý král · a5 bílý pěšec · b5 černý věž · g4 černý král · h3 černý pěšec | 5 |
| 4 | h8 bílý věž · b6 bílý pěšec · d6 bílý král · a5 bílý pěšec · b5 černý věž · g4 černý král · h3 černý pěšec | h8 bílý věž · b6 bílý pěšec · d6 bílý král · a5 bílý pěšec · b5 černý věž · g4 černý král · h3 černý pěšec | h8 bílý věž · b6 bílý pěšec · d6 bílý král · a5 bílý pěšec · b5 černý věž · g4 černý král · h3 černý pěšec | h8 bílý věž · b6 bílý pěšec · d6 bílý král · a5 bílý pěšec · b5 černý věž · g4 černý král · h3 černý pěšec | h8 bílý věž · b6 bílý pěšec · d6 bílý král · a5 bílý pěšec · b5 černý věž · g4 černý král · h3 černý pěšec | h8 bílý věž · b6 bílý pěšec · d6 bílý král · a5 bílý pěšec · b5 černý věž · g4 černý král · h3 černý pěšec | h8 bílý věž · b6 bílý pěšec · d6 bílý král · a5 bílý pěšec · b5 černý věž · g4 černý král · h3 černý pěšec | h8 bílý věž · b6 bílý pěšec · d6 bílý král · a5 bílý pěšec · b5 černý věž · g4 černý král · h3 černý pěšec | 4 |
| 3 | h8 bílý věž · b6 bílý pěšec · d6 bílý král · a5 bílý pěšec · b5 černý věž · g4 černý král · h3 černý pěšec | h8 bílý věž · b6 bílý pěšec · d6 bílý král · a5 bílý pěšec · b5 černý věž · g4 černý král · h3 černý pěšec | h8 bílý věž · b6 bílý pěšec · d6 bílý král · a5 bílý pěšec · b5 černý věž · g4 černý král · h3 černý pěšec | h8 bílý věž · b6 bílý pěšec · d6 bílý král · a5 bílý pěšec · b5 černý věž · g4 černý král · h3 černý pěšec | h8 bílý věž · b6 bílý pěšec · d6 bílý král · a5 bílý pěšec · b5 černý věž · g4 černý král · h3 černý pěšec | h8 bílý věž · b6 bílý pěšec · d6 bílý král · a5 bílý pěšec · b5 černý věž · g4 černý král · h3 černý pěšec | h8 bílý věž · b6 bílý pěšec · d6 bílý král · a5 bílý pěšec · b5 černý věž · g4 černý král · h3 černý pěšec | h8 bílý věž · b6 bílý pěšec · d6 bílý král · a5 bílý pěšec · b5 černý věž · g4 černý král · h3 černý pěšec | 3 |
| 2 | h8 bílý věž · b6 bílý pěšec · d6 bílý král · a5 bílý pěšec · b5 černý věž · g4 černý král · h3 černý pěšec | h8 bílý věž · b6 bílý pěšec · d6 bílý král · a5 bílý pěšec · b5 černý věž · g4 černý král · h3 černý pěšec | h8 bílý věž · b6 bílý pěšec · d6 bílý král · a5 bílý pěšec · b5 černý věž · g4 černý král · h3 černý pěšec | h8 bílý věž · b6 bílý pěšec · d6 bílý král · a5 bílý pěšec · b5 černý věž · g4 černý král · h3 černý pěšec | h8 bílý věž · b6 bílý pěšec · d6 bílý král · a5 bílý pěšec · b5 černý věž · g4 černý král · h3 černý pěšec | h8 bílý věž · b6 bílý pěšec · d6 bílý král · a5 bílý pěšec · b5 černý věž · g4 černý král · h3 černý pěšec | h8 bílý věž · b6 bílý pěšec · d6 bílý král · a5 bílý pěšec · b5 černý věž · g4 černý král · h3 černý pěšec | h8 bílý věž · b6 bílý pěšec · d6 bílý král · a5 bílý pěšec · b5 černý věž · g4 černý král · h3 černý pěšec | 2 |
| 1 | h8 bílý věž · b6 bílý pěšec · d6 bílý král · a5 bílý pěšec · b5 černý věž · g4 černý král · h3 černý pěšec | h8 bílý věž · b6 bílý pěšec · d6 bílý král · a5 bílý pěšec · b5 černý věž · g4 černý král · h3 černý pěšec | h8 bílý věž · b6 bílý pěšec · d6 bílý král · a5 bílý pěšec · b5 černý věž · g4 černý král · h3 černý pěšec | h8 bílý věž · b6 bílý pěšec · d6 bílý král · a5 bílý pěšec · b5 černý věž · g4 černý král · h3 černý pěšec | h8 bílý věž · b6 bílý pěšec · d6 bílý král · a5 bílý pěšec · b5 černý věž · g4 černý král · h3 černý pěšec | h8 bílý věž · b6 bílý pěšec · d6 bílý král · a5 bílý pěšec · b5 černý věž · g4 černý král · h3 černý pěšec | h8 bílý věž · b6 bílý pěšec · d6 bílý král · a5 bílý pěšec · b5 černý věž · g4 černý král · h3 černý pěšec | h8 bílý věž · b6 bílý pěšec · d6 bílý král · a5 bílý pěšec · b5 černý věž · g4 černý král · h3 černý pěšec | 1 |
|   | a | b | c | d | e | f | g | h |   |

Studie má dlouhou historii. Její původ je v partii Fenton – Potter z roku 1875. Z pozice, která je zobrazená na druhém diagramu, partie pokračovala 1. Vxh3 Kxh3 2. Kc6 Vxa5 3. b7 Va6+ a hráči se dohodli na remíze.
Johannes Zukertort však v City of London Chess Magazine poznamenal, že bílý mohl partii dovést k výhře následujícími tahy: 4. Kc5 (nikoliv 4. Kb5 Va1, protože bílý by nemohl svého pěšce proměnit kvůli hrozbě 5. ... Vb1+) 4. ... Va5+ 5. Kc4 Va4+ 6. Kc3 (nebo 6. Kb3 Va1 7. Kb2) 6. ... Va3+ 7. Kb2. Nyní bílý může proměnit pěšce v dámu, přičemž dáma proti věži znamená teoretickou výhru (postup vedoucí k vítězství v takové situaci již dříve ukázali ve své studii (publikované v září 1853 v The Chess Player) Josef Kling a Bernhard Horwitz.
|   | a                                                           | b                                                           | c                                                           | d                                                           | e                                                           | f                                                           | g                                                           | h                                                           |   |
| 8 | c7 bílý pěšec · b6 bílý král · h6 černý král · d5 černý věž | c7 bílý pěšec · b6 bílý král · h6 černý král · d5 černý věž | c7 bílý pěšec · b6 bílý král · h6 černý král · d5 černý věž | c7 bílý pěšec · b6 bílý král · h6 černý král · d5 černý věž | c7 bílý pěšec · b6 bílý král · h6 černý král · d5 černý věž | c7 bílý pěšec · b6 bílý král · h6 černý král · d5 černý věž | c7 bílý pěšec · b6 bílý král · h6 černý král · d5 černý věž | c7 bílý pěšec · b6 bílý král · h6 černý král · d5 černý věž | 8 |
| 7 | c7 bílý pěšec · b6 bílý král · h6 černý král · d5 černý věž | c7 bílý pěšec · b6 bílý král · h6 černý král · d5 černý věž | c7 bílý pěšec · b6 bílý král · h6 černý král · d5 černý věž | c7 bílý pěšec · b6 bílý král · h6 černý král · d5 černý věž | c7 bílý pěšec · b6 bílý král · h6 černý král · d5 černý věž | c7 bílý pěšec · b6 bílý král · h6 černý král · d5 černý věž | c7 bílý pěšec · b6 bílý král · h6 černý král · d5 černý věž | c7 bílý pěšec · b6 bílý král · h6 černý král · d5 černý věž | 7 |
| 6 | c7 bílý pěšec · b6 bílý král · h6 černý král · d5 černý věž | c7 bílý pěšec · b6 bílý král · h6 černý král · d5 černý věž | c7 bílý pěšec · b6 bílý král · h6 černý král · d5 černý věž | c7 bílý pěšec · b6 bílý král · h6 černý král · d5 černý věž | c7 bílý pěšec · b6 bílý král · h6 černý král · d5 černý věž | c7 bílý pěšec · b6 bílý král · h6 černý král · d5 černý věž | c7 bílý pěšec · b6 bílý král · h6 černý král · d5 černý věž | c7 bílý pěšec · b6 bílý král · h6 černý král · d5 černý věž | 6 |
| 5 | c7 bílý pěšec · b6 bílý král · h6 černý král · d5 černý věž | c7 bílý pěšec · b6 bílý král · h6 černý král · d5 černý věž | c7 bílý pěšec · b6 bílý král · h6 černý král · d5 černý věž | c7 bílý pěšec · b6 bílý král · h6 černý král · d5 černý věž | c7 bílý pěšec · b6 bílý král · h6 černý král · d5 černý věž | c7 bílý pěšec · b6 bílý král · h6 černý král · d5 černý věž | c7 bílý pěšec · b6 bílý král · h6 černý král · d5 černý věž | c7 bílý pěšec · b6 bílý král · h6 černý král · d5 černý věž | 5 |
| 4 | c7 bílý pěšec · b6 bílý král · h6 černý král · d5 černý věž | c7 bílý pěšec · b6 bílý král · h6 černý král · d5 černý věž | c7 bílý pěšec · b6 bílý král · h6 černý král · d5 černý věž | c7 bílý pěšec · b6 bílý král · h6 černý král · d5 černý věž | c7 bílý pěšec · b6 bílý král · h6 černý král · d5 černý věž | c7 bílý pěšec · b6 bílý král · h6 černý král · d5 černý věž | c7 bílý pěšec · b6 bílý král · h6 černý král · d5 černý věž | c7 bílý pěšec · b6 bílý král · h6 černý král · d5 černý věž | 4 |
| 3 | c7 bílý pěšec · b6 bílý král · h6 černý král · d5 černý věž | c7 bílý pěšec · b6 bílý král · h6 černý král · d5 černý věž | c7 bílý pěšec · b6 bílý král · h6 černý král · d5 černý věž | c7 bílý pěšec · b6 bílý král · h6 černý král · d5 černý věž | c7 bílý pěšec · b6 bílý král · h6 černý král · d5 černý věž | c7 bílý pěšec · b6 bílý král · h6 černý král · d5 černý věž | c7 bílý pěšec · b6 bílý král · h6 černý král · d5 černý věž | c7 bílý pěšec · b6 bílý král · h6 černý král · d5 černý věž | 3 |
| 2 | c7 bílý pěšec · b6 bílý král · h6 černý král · d5 černý věž | c7 bílý pěšec · b6 bílý král · h6 černý král · d5 černý věž | c7 bílý pěšec · b6 bílý král · h6 černý král · d5 černý věž | c7 bílý pěšec · b6 bílý král · h6 černý král · d5 černý věž | c7 bílý pěšec · b6 bílý král · h6 černý král · d5 černý věž | c7 bílý pěšec · b6 bílý král · h6 černý král · d5 černý věž | c7 bílý pěšec · b6 bílý král · h6 černý král · d5 černý věž | c7 bílý pěšec · b6 bílý král · h6 černý král · d5 černý věž | 2 |
| 1 | c7 bílý pěšec · b6 bílý král · h6 černý král · d5 černý věž | c7 bílý pěšec · b6 bílý král · h6 černý král · d5 černý věž | c7 bílý pěšec · b6 bílý král · h6 černý král · d5 černý věž | c7 bílý pěšec · b6 bílý král · h6 černý král · d5 černý věž | c7 bílý pěšec · b6 bílý král · h6 černý král · d5 černý věž | c7 bílý pěšec · b6 bílý král · h6 černý král · d5 černý věž | c7 bílý pěšec · b6 bílý král · h6 černý král · d5 černý věž | c7 bílý pěšec · b6 bílý král · h6 černý král · d5 černý věž | 1 |
|   | a                                                           | b                                                           | c                                                           | d                                                           | e                                                           | f                                                           | g                                                           | h                                                           |   |

Po Potterově smrti v březnu 1895 G. E. Barbier publikoval 27. dubna v šachovém sloupku Glasgowského periodika Weekly Citizen pozici, o níž tvrdil, že se objevila ve zmíněné partii Fenton – Potter. Ve skutečnosti si partii špatně zapamatoval, a pozice (zobrazená na třetím diagramu) nikdy nenastala. Publikována byla se zadáním „černý na tahu, bílý vyhraje“: 1. ... Vd6+ 2. Kb5 Vd5+ 3. Kb4 Vd4+ 4. Kb3 Vd3+ 5. Kc2.
Když Barbier 4. května publikoval řešení, prohlásil, že přemístěním černého krále z pole h6 na a1 by pozice byla přeměněna na studii, v níž černý na tahu remizuje. 11. května poskytl řešení: 1. ... Vd6+ 2. Kb5 Vd5+ 3. Kb4 Vd4+ 4. Kb3 Vd3+ 5. Kc2 Vd4! 6. c8D Vc4+ 7. Dxc4 pat. Fernando Saavedra ovšem poznamenal, že minoritní proměna 6. c8V vede k výhře bílého. Barbier jeho poznatek oznámil 18. května a řešení publikoval o týden později. V současné době uváděné postavení figur na šachovnici pochází od Emanuela Laskera, který studii publikoval 1. června 1902 v The Brooklyn Daily Eagle, přičemž posunul bílého pěšce z c7 zpět na c6 a změnil zadání na standardní formulaci „bílý na tahu vyhraje“.

## Inspirace
|   | a                                                                                            | b                                                                                            | c                                                                                            | d                                                                                            | e                                                                                            | f                                                                                            | g                                                                                            | h                                                                                            |   |
| 8 | c6 bílý pěšec · b5 bílý pěšec · c5 černý věž · a2 bílý jezdec · a1 černý král · d1 bílý král | c6 bílý pěšec · b5 bílý pěšec · c5 černý věž · a2 bílý jezdec · a1 černý král · d1 bílý král | c6 bílý pěšec · b5 bílý pěšec · c5 černý věž · a2 bílý jezdec · a1 černý král · d1 bílý král | c6 bílý pěšec · b5 bílý pěšec · c5 černý věž · a2 bílý jezdec · a1 černý král · d1 bílý král | c6 bílý pěšec · b5 bílý pěšec · c5 černý věž · a2 bílý jezdec · a1 černý král · d1 bílý král | c6 bílý pěšec · b5 bílý pěšec · c5 černý věž · a2 bílý jezdec · a1 černý král · d1 bílý král | c6 bílý pěšec · b5 bílý pěšec · c5 černý věž · a2 bílý jezdec · a1 černý král · d1 bílý král | c6 bílý pěšec · b5 bílý pěšec · c5 černý věž · a2 bílý jezdec · a1 černý král · d1 bílý král | 8 |
| 7 | c6 bílý pěšec · b5 bílý pěšec · c5 černý věž · a2 bílý jezdec · a1 černý král · d1 bílý král | c6 bílý pěšec · b5 bílý pěšec · c5 černý věž · a2 bílý jezdec · a1 černý král · d1 bílý král | c6 bílý pěšec · b5 bílý pěšec · c5 černý věž · a2 bílý jezdec · a1 černý král · d1 bílý král | c6 bílý pěšec · b5 bílý pěšec · c5 černý věž · a2 bílý jezdec · a1 černý král · d1 bílý král | c6 bílý pěšec · b5 bílý pěšec · c5 černý věž · a2 bílý jezdec · a1 černý král · d1 bílý král | c6 bílý pěšec · b5 bílý pěšec · c5 černý věž · a2 bílý jezdec · a1 černý král · d1 bílý král | c6 bílý pěšec · b5 bílý pěšec · c5 černý věž · a2 bílý jezdec · a1 černý král · d1 bílý král | c6 bílý pěšec · b5 bílý pěšec · c5 černý věž · a2 bílý jezdec · a1 černý král · d1 bílý král | 7 |
| 6 | c6 bílý pěšec · b5 bílý pěšec · c5 černý věž · a2 bílý jezdec · a1 černý král · d1 bílý král | c6 bílý pěšec · b5 bílý pěšec · c5 černý věž · a2 bílý jezdec · a1 černý král · d1 bílý král | c6 bílý pěšec · b5 bílý pěšec · c5 černý věž · a2 bílý jezdec · a1 černý král · d1 bílý král | c6 bílý pěšec · b5 bílý pěšec · c5 černý věž · a2 bílý jezdec · a1 černý král · d1 bílý král | c6 bílý pěšec · b5 bílý pěšec · c5 černý věž · a2 bílý jezdec · a1 černý král · d1 bílý král | c6 bílý pěšec · b5 bílý pěšec · c5 černý věž · a2 bílý jezdec · a1 černý král · d1 bílý král | c6 bílý pěšec · b5 bílý pěšec · c5 černý věž · a2 bílý jezdec · a1 černý král · d1 bílý král | c6 bílý pěšec · b5 bílý pěšec · c5 černý věž · a2 bílý jezdec · a1 černý král · d1 bílý král | 6 |
| 5 | c6 bílý pěšec · b5 bílý pěšec · c5 černý věž · a2 bílý jezdec · a1 černý král · d1 bílý král | c6 bílý pěšec · b5 bílý pěšec · c5 černý věž · a2 bílý jezdec · a1 černý král · d1 bílý král | c6 bílý pěšec · b5 bílý pěšec · c5 černý věž · a2 bílý jezdec · a1 černý král · d1 bílý král | c6 bílý pěšec · b5 bílý pěšec · c5 černý věž · a2 bílý jezdec · a1 černý král · d1 bílý král | c6 bílý pěšec · b5 bílý pěšec · c5 černý věž · a2 bílý jezdec · a1 černý král · d1 bílý král | c6 bílý pěšec · b5 bílý pěšec · c5 černý věž · a2 bílý jezdec · a1 černý král · d1 bílý král | c6 bílý pěšec · b5 bílý pěšec · c5 černý věž · a2 bílý jezdec · a1 černý král · d1 bílý král | c6 bílý pěšec · b5 bílý pěšec · c5 černý věž · a2 bílý jezdec · a1 černý král · d1 bílý král | 5 |
| 4 | c6 bílý pěšec · b5 bílý pěšec · c5 černý věž · a2 bílý jezdec · a1 černý král · d1 bílý král | c6 bílý pěšec · b5 bílý pěšec · c5 černý věž · a2 bílý jezdec · a1 černý král · d1 bílý král | c6 bílý pěšec · b5 bílý pěšec · c5 černý věž · a2 bílý jezdec · a1 černý král · d1 bílý král | c6 bílý pěšec · b5 bílý pěšec · c5 černý věž · a2 bílý jezdec · a1 černý král · d1 bílý král | c6 bílý pěšec · b5 bílý pěšec · c5 černý věž · a2 bílý jezdec · a1 černý král · d1 bílý král | c6 bílý pěšec · b5 bílý pěšec · c5 černý věž · a2 bílý jezdec · a1 černý král · d1 bílý král | c6 bílý pěšec · b5 bílý pěšec · c5 černý věž · a2 bílý jezdec · a1 černý král · d1 bílý král | c6 bílý pěšec · b5 bílý pěšec · c5 černý věž · a2 bílý jezdec · a1 černý král · d1 bílý král | 4 |
| 3 | c6 bílý pěšec · b5 bílý pěšec · c5 černý věž · a2 bílý jezdec · a1 černý král · d1 bílý král | c6 bílý pěšec · b5 bílý pěšec · c5 černý věž · a2 bílý jezdec · a1 černý král · d1 bílý král | c6 bílý pěšec · b5 bílý pěšec · c5 černý věž · a2 bílý jezdec · a1 černý král · d1 bílý král | c6 bílý pěšec · b5 bílý pěšec · c5 černý věž · a2 bílý jezdec · a1 černý král · d1 bílý král | c6 bílý pěšec · b5 bílý pěšec · c5 černý věž · a2 bílý jezdec · a1 černý král · d1 bílý král | c6 bílý pěšec · b5 bílý pěšec · c5 černý věž · a2 bílý jezdec · a1 černý král · d1 bílý král | c6 bílý pěšec · b5 bílý pěšec · c5 černý věž · a2 bílý jezdec · a1 černý král · d1 bílý král | c6 bílý pěšec · b5 bílý pěšec · c5 černý věž · a2 bílý jezdec · a1 černý král · d1 bílý král | 3 |
| 2 | c6 bílý pěšec · b5 bílý pěšec · c5 černý věž · a2 bílý jezdec · a1 černý král · d1 bílý král | c6 bílý pěšec · b5 bílý pěšec · c5 černý věž · a2 bílý jezdec · a1 černý král · d1 bílý král | c6 bílý pěšec · b5 bílý pěšec · c5 černý věž · a2 bílý jezdec · a1 černý král · d1 bílý král | c6 bílý pěšec · b5 bílý pěšec · c5 černý věž · a2 bílý jezdec · a1 černý král · d1 bílý král | c6 bílý pěšec · b5 bílý pěšec · c5 černý věž · a2 bílý jezdec · a1 černý král · d1 bílý král | c6 bílý pěšec · b5 bílý pěšec · c5 černý věž · a2 bílý jezdec · a1 černý král · d1 bílý král | c6 bílý pěšec · b5 bílý pěšec · c5 černý věž · a2 bílý jezdec · a1 černý král · d1 bílý král | c6 bílý pěšec · b5 bílý pěšec · c5 černý věž · a2 bílý jezdec · a1 černý král · d1 bílý král | 2 |
| 1 | c6 bílý pěšec · b5 bílý pěšec · c5 černý věž · a2 bílý jezdec · a1 černý král · d1 bílý král | c6 bílý pěšec · b5 bílý pěšec · c5 černý věž · a2 bílý jezdec · a1 černý král · d1 bílý král | c6 bílý pěšec · b5 bílý pěšec · c5 černý věž · a2 bílý jezdec · a1 černý král · d1 bílý král | c6 bílý pěšec · b5 bílý pěšec · c5 černý věž · a2 bílý jezdec · a1 černý král · d1 bílý král | c6 bílý pěšec · b5 bílý pěšec · c5 černý věž · a2 bílý jezdec · a1 černý král · d1 bílý král | c6 bílý pěšec · b5 bílý pěšec · c5 černý věž · a2 bílý jezdec · a1 černý král · d1 bílý král | c6 bílý pěšec · b5 bílý pěšec · c5 černý věž · a2 bílý jezdec · a1 černý král · d1 bílý král | c6 bílý pěšec · b5 bílý pěšec · c5 černý věž · a2 bílý jezdec · a1 černý král · d1 bílý král | 1 |
|   | a                                                                                            | b                                                                                            | c                                                                                            | d                                                                                            | e                                                                                            | f                                                                                            | g                                                                                            | h                                                                                            |   |

Studie bývá často reprodukována a John Roycoft ji v Test Tube Chess nazval „nesporně nejslavnější studií šachové koncovky.“ Inspirovala mnoho dalších autorů, mezi jinými Harolda Lommera, autora mnoha studií založených na proměnách pěšců.

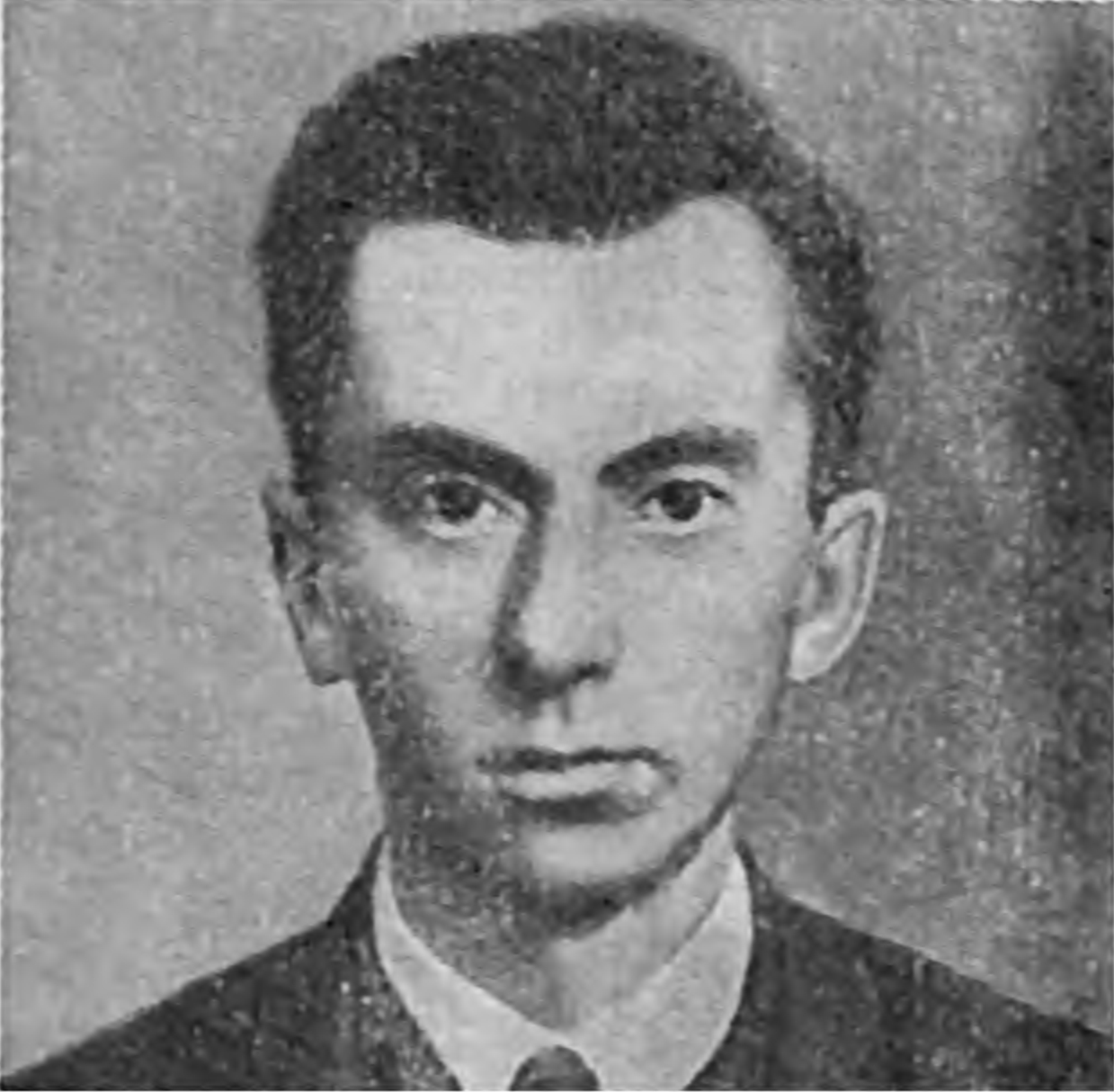
Mark Liburkin

Řada autorů vytvořila studie, které dále rozvíjejí základní Saavedrovu myšlenku. Nejznámější z nich je studie zobrazená na čtvrtém diagramu. Jejím autorem je Mark Liburkin (druhá cena, Šachmaty v SSSR, 1931). Zadání zní: „Bílý na tahu vyhraje.“
Po prvním tahu 1. Jc1! má černý dvě hlavní možnosti obrany, přičemž první z nich je založena na myšlence Saavedrovy pozice: 1. Jc1 Vxb5 (1. ... Kb2 2. Jd3+ s dalším 3. Jxc5 vede ke snadnému vítězství bílého) 2. c7 Vd5+ 3. Jd3! Vxd3+ 4. Kc2 Vd4. V tomto okamžiku vzniká Saavedrova pozice a bílý zvítězí po tazích 5. c8V Va4 6. Kb3.
Druhá možnost obrany černého je založena na dvou patových hrozbách a bílý pozici řeší jinou minoritní proměnou, tentokrát ve střelce, což jsou důvody, proč se tahle studie stala proslulou, zatímco jiná rozvinutí Saavedrovy pozice byla zapomenuta: 1. Jc1 Vd5+ 2. Kc2 (2. Jd3? Vxd3+ 3. Kc2 Vd5! 4. Kc3 Vxb5 remíza; 2. Ke2? Vxb5 3. c7 Ve5+ remíza) 2. ... Vc5+ 3. Kd3! [3. Kd2? Vxb5 4. c7 (4. Jb3+ Vxb3 5. c7 Vb2+! – viz níže) Vb2+! 5. Kd1 Vc2! 6. Kxc2 pat] 3. ... Vxb5 (3. ... Vxc1 4. Kd4, s úmyslem 5. Kd5 a 6. b6, vítězství) 4. c7 Vb8! Nyní by oba tahy 5. cxb8D a 5. cxb8V vedly k patu. 5. cxb8J znamená remízovou koncovku. 5. Jb3+ Vxb3+ 6. Kc2 Vb2+! 7. Kc1 (7. Kc3 Vb1) vede opět k remíze, a to buď po 7. ... Vb1+ nebo 7. ... Vb4 8. c8D (po 8. c8V může nyní černý bez obav zahrát Va4) Vc4+. Bílý má jedinou možnost, jak zvítězit: 5. cxb8S!